# Mahmud Chan
Mahmud Chan (ur. 1697 ?, zm. 1725) – król afgański z pasztuńskiego plemienia Ghilzajów. Syn Mir Wajs Chana, założyciela dynastii Hotaki.

## Życiorys
Urodził się prawdopodobnie w Kandaharze (południowy Afganistan), gdzie jego ojciec był naczelnikiem plemienia i członkiem rady starszych. W roku 1722, po śmierci ojca, przejął władzę i najechał Persję Safawidów. Po abdykacji perskiego króla Sultan Husajna, Mahmud zajął stolicę Isfahan, ogłaszając się szahem.
Mahmud Chan został zamordowany przez swojego kuzyna Aszraf Chana w 1725, który przejął po nim władzę. Historiografia afgańska przedstawia go jako mężczyznę postawnego, dobrego dowódcę, wykształconego i mistyka. Studiował sufizm i talmud.